# Коротков, Герман Владимирович
Ге́рман Влади́мирович Коротко́в (1925—2005) — подполковник Советской Армии, участник Великой Отечественной войны, Герой Советского Союза (1943).

## Биография
Герман Коротков родился 16 ноября 1925 года в Сарапуле. После окончания семи классов школы работал приёмщиком-бракёром в леспромхозе. В марте 1943 года Коротков был призван на службу в Рабоче-крестьянскую Красную Армию. Окончил Московское пулемётное училище. С сентября 1943 года — на фронтах Великой Отечественной войны, был стрелком мотострелкового пулемётного батальона 54-й гвардейской танковой бригады 7-го гвардейского танкового корпуса 3-й гвардейской танковой армии Воронежского фронта. Принимал участие в боях на Воронежском и 1-м Украинском фронтах. Отличился во время битвы за Днепр.
В ночь с 29 на 30 сентября 1943 года Коротков под массированным вражеским огнём переправился через Днепр к югу от Переяслава Киевской области Украинской ССР и со своими товарищами выбил противника с занимаемых им позиций, после чего отражал немецкие контратаки до переправы батальона.
Указом Президиума Верховного Совета СССР от 17 ноября 1943 года за «образцовое выполнение боевых заданий командования на фронте борьбы с немецкими захватчиками и проявленные при этом мужество и героизм» гвардии сержант Герман Коротков был удостоен высокого звания Героя Советского Союза с вручением ордена Ленина и медали «Золотая Звезда» за номером 3309.
После окончания войны Коротков продолжил службу в Советской Армии. В 1945 году он окончил Саратовское танковое училище, в 1947 году — курсы усовершенствования офицерского состава. В 1971 году в звании подполковника Коротков был уволен в запас. Проживал в городе Белая Церковь Киевской области Украины, работал слесарем-инструментальщиком.
Скончался в 2005 году, похоронен в Белой Церкви.

## Награды
Был также награждён орденами Отечественной войны 1-й степени и Красной Звезды, рядом медалей.